# MKE Ankaragücü Spor Kulübü
Il MKE Ankaragücü Spor Kulübü, per esteso Makina Kimya Endüstrisi Ankaragücü Spor Kulübü, meglio noto come MKE Ankaragücü o solo Ankaragücü, è una società polisportiva turca con sede nella città di Ankara.
La polisportiva è attiva nei seguenti sport: badminton, calcio, pallacanestro, pallavolo (con una squadra femminile), taekwondo e tennistavolo.
La squadra di calcio, che attualmente milita nella TFF 1. Lig, la seconda serie del campionato turco di calcio, annovera nel proprio palmarès un campionato turco (1924-1951), 2 Coppe di Turchia e una Supercoppa di Turchia, oltre a due campionati di seconda divisione. Ha inoltre partecipato a 3 edizioni della Coppa delle Coppe e a 2 della Coppa UEFA. Disputa le partite interne allo stadio Eryaman di Ankara, inaugurato nel 2019. In precedenza era di scena provvisoriamente allo stadio Osmanlı, dopo la chiusura dello stadio 19 maggio, avvenuta nel 2018. Vive una rivalità con il Gençlerbirliği.

## Storia

### Esordi e primo cinquantennio (1904-1959)
La società ha sede ad Ankara, ma fu fondata, con il nome di Altin Örs IdmanYurdu, nel 1904 a Istanbul, nel quartiere di Zeytinburnu. La relativa squadra calcistica giocò così alcune stagioni nella Lega del venerdì di Istanbul, prima che la società si trasferisse, nel 1910, nella capitale turca, 500 km più a est. Non è chiaro il motivo del trasferimento ad Ankara. Secondo una teoria diffusa, i calciatori si divisero: alcuni scelsero di seguire scegliendo Şükrü Abbas e altri Agah Orhan. Şükrü Abbas fondò il Turan Sanatkarangücü nel 1910. Nel 1938 i due club si fusero a formare l'AS-FA Gücü, che nel 1948 cambiò nome in Ankaragücü. La squadra vinse il campionato turco nel 1949. In precedenza aveva ottenuto il terzo posto nel 1924 con il nome di Turan Sanatkarangücü.

### Avvento dell'era professionistica (1959-1981)
Nel 1959, con la creazione della Millî Lig (Lega nazionale), la prima edizione del primo campionato nazionale turco, la squadra fu ammessa al campionato dopo aver ottenuto il secondo posto nella Lega professionistica di Ankara. Si piazzò quinta nel Beyaz Grup (Gruppo bianco) nell'annata d'esordio nella Millî Lig.
L'Ankaragücü retrocesse in TFF 1. Lig al termine della stagione 1967-1968, dopo essersi piazzata penultima. Tornò in massima serie nella stagione seguente e vi rimase fino al 1975-1976, quando conobbe una nuova retrocessione, ma fece ritorno immediato in Süper Lig, da cui retrocesse tuttavia immediatamente, nel 1977-1978.

### Ritorno e militanza in massima serie (1981-2012)
Nel 1981 la squadra tornò in massima serie per decisione politica, contro cui la FIFA non poté opporsi. Il presidente della Turchia Kenan Evren e il governatore di Ankara Mustafa Gönül volevano infatti che nella divisione di vertice del calcio turco vi fosse una squadra della capitale, per cui deliberarono la promozione del club magrado quest'ultimo avesse raggiunto il secondo posto, e non il primo, nel campionato di seconda serie, finendo dietro al Sakaryaspor. L'Ankaragücü aveva vinto nella stessa stagione la Coppa di Turchia.
Sotto la guida del tecnico Ersun Yanal, la squadra ottenne il sesto posto nel 2000-2001 e il quarto nel 2001-2002. Dopo la partenza di Yanal lottò per non retrocedere, riuscendo nell'impresa nelle ultime giornate di campionato per alcuni anni. Verso la fine del primo decennio degli anni 2000 attraversò una crisi finanziaria, durante la quale Ahmet Gökçek rimpiazzò Cemal Aydın nelle vesti di presidente del club.
Gökçek promise una ripresa della squadra e fuse il suo precedente club, l'Ankaraspor, con l'Ankaragücü, mossa contrastata dalla federcalcio turca, che decise la retrocessione dell'Ankaraspor. Ahmet Gökçek fu dunque destituito dalla presidenza del club per decisione del tribunale sportivo turco e al suo posto tornò Cengiz Topel Yıldırımn, che fronteggiò la crisi economica della società vendendo i migliori giocatori, indebolendo fortemente la squadra. Il successore, Sami Altınyuva, non riuscì a risolvere i gravi problemi economici, così molti calciatori lasciarono il club. Alla presidenza si successero poi Bent Ahlat, Atilla Süslü e Mehmet Yiğiner, senza esito.

### Caduta in terza serie (2012-2013)
A causa della crisi economica peggiorarono anche i risultati sportivi. La squadra, oberata dai debiti, retrocesse in seconda divisione nella stagione 2011-2012, dopo aver perso per 3-2 contro il Karabükspor, con ben sei giornate di anticipo rispetto alla fine del campionato. Alla fine ottenne solo 11 punti, frutto di 2 sole vittorie, schierando forzatamente una formazione piena di giovani. Seguì una nuova caduta nella stagione 2012-2013, quando la squadra, cui era stato imposto in estate il blocco del calciomercato in entrata, retrocesse in terza serie a causa dell'ultimo posto in seconda serie.

### Risalita (2013-oggi)
Nel 2013, con la presidenza di Mehmet Yiğiner, grande amico di Melih Gökçek, iniziò una lenta risalita. Egli riuscì a far sospendere il blocco dei trasferimenti in ingresso e a migliorare il rendimento della squadra, di cui fu segnale il terzo posto in terza serie ottenuto nella stagione 2013-2014. Nel 2016-2017 la squadra riuscì a guadagnare la promozione in seconda serie.
Da neopromossa, la compagine di Ankara combatté per la promozione in Süper Lig già nella stagione 2017-2018, quando fu seguita in media da 25 000 spettatori in casa. L'allenatore İsmail Kartal fu messo sotto pressione dopo un inizio opaco, con quattro partite consecutive senza vittorie, ma il successo per 4-1 contro la capolista Çaykur Rizespor alla quinta giornata segnò la svolta: la squadra ottenne 12 risultati utili consecutivi che la fecero salire in testa alla classifica prima della sosta invernale. Un periodo negativo dopo la ripresa della stagione durò fino al mese di marzo, quando una vittoria per 2-1 contro l'İstanbulspor rimise in carreggiata l'Ankaragücü. Fino alla fine della stagione subì solo un'altra sconfitta, prima della vittoria contro il Manisaspor che volle dire ritorno in Süper Lig. Il club, dopo due stagioni in massima serie, concluse l'annata 2019-2020 con l'aritmetica retrocessione con una giornata di anticipo, poi annullata a seguito della decisione della federazione di bloccare le retrocessioni dalla massima serie, come misura di sollievo dopo una stagione condizionata dalla pandemia di COVID-19. La retrocessione avvenne al termine della stagione seguente, a causa del terzultimo posto finale, ma vincendo il campionato di seconda serie del 2021-2022 la squadra tornò subito in massima divisione. Una nuova retrocessione si verificò al termine dell'annata 2023-2024.

## Organico

### Rosa 2024-2025
Aggiornata al 23 novembre 2024.
| N. |                                 | Ruolo | Calciatore                 |
| -- | ------------------------------- | ----- | -------------------------- |
| 1  | Polonia (bandiera)              | P     | Rafał Gikiewicz            |
| 2  | Turchia (bandiera)              | D     | Alperen Kuyubaşı           |
| 3  | Turchia (bandiera)              | D     | Alper Uludağ               |
| 4  | Turchia (bandiera)              | C     | Atakan Çankaya             |
| 5  | Rep. Ceca (bandiera)            | D     | Matěj Hanousek             |
| 6  | Turchia (bandiera)              | D     | Cem Türkmen                |
| 7  | Grecia (bandiera)               | A     | Anastasios Chatzīgiovannīs |
| 8  | Portogallo (bandiera)           | C     | Pedrinho                   |
| 9  | Bosnia ed Erzegovina (bandiera) | A     | Riad Bajić                 |
| 10 | Germania (bandiera)             | C     | Efkan Bekiroğlu            |
| 11 | Capo Verde (bandiera)           | A     | Garry Rodrigues            |
| 13 | Turchia (bandiera)              | D     | Abdurrahim Dursun          |
| 16 | Bosnia ed Erzegovina (bandiera) | C     | Andrej Đokanović           |
| 18 | Bosnia ed Erzegovina (bandiera) | C     | Nihad Mujakić              |
| 20 | Austria (bandiera)              | C     | Enes Tepecik               |
| 21 | Turchia (bandiera)              | C     | Mahmut Tekdemir            |
| 22 | Gambia (bandiera)               | C     | Ali Sowe                   |

| N. |                        | Ruolo | Calciatore               |
| -- | ---------------------- | ----- | ------------------------ |
| 23 | Turchia (bandiera)     | C     | Ali Kaan Güneren         |
| 25 | Francia (bandiera)     | D     | Enock Kwateng            |
| 26 | Serbia (bandiera)      | D     | Uroš Radaković           |
| 27 | Turchia (bandiera)     | D     | Arda Ünyay               |
| 29 | Giamaica (bandiera)    | A     | Renaldo Cephas           |
| 30 | Turchia (bandiera)     | C     | Tolga Ciğerci (capitano) |
| 41 | Turchia (bandiera)     | P     | Doğukan Kaya             |
| 45 | Turchia (bandiera)     | D     | Mert Çetin               |
| 70 | Grecia (bandiera)      | D     | Stelios Kitsiou          |
| 77 | Turchia (bandiera)     | D     | Hayrullah Bilazer        |
| 94 | Turchia (bandiera)     | A     | Arda Kumru               |
| 95 | Turchia (bandiera)     | D     | Mert Can                 |
| 96 | Turchia (bandiera)     | D     | Yusuf Eren Göktaş        |
| 97 | Turchia (bandiera)     | C     | Onur Efe Ekri            |
| 99 | Turchia (bandiera)     | P     | Bahadir Güngördü         |
|    | Romania (bandiera)     | C     | Olimpiu Moruțan          |
|    | Azerbaigian (bandiera) | A     | Renat Dadaşov            |

## Palmarès

### Competizioni nazionali
- Campionato turco (1924-1951): 1

1949
- Coppa di Turchia: 2

1971-1972, 1980-1981
- Supercoppa di Turchia: 1

1981
- Coppa del Primo ministro: 2

1969, 1991
- TFF 1. Lig: 3 [8]

1969, 1977, 2021-2022
- TFF 2. Lig: 1

2016-2017 (gruppo rosso)

### Altri piazzamenti
- Coppa di Turchia:

Finalista: 1972-1973, 1981-1982, 1990-1991
Semifinalista: 1963-1964, 1975-1976, 1982-1983, 1987-1988, 1998-1999, 1999-2000, 2022-2023, 2023-2024
- Supercoppa di Turchia:

Finalista: 1972
- Coppa del Primo ministro:

Finalista: 1973
- TFF 1. Lig:

Secondo posto: 2017-2018
- TFF 2. Lig:

Terzo posto: 2013-2014 (gruppo rosso)
- Coppa dei Balcani per club:

Semifinalista: 1984-1985

## Statistiche e record

### Statistiche nelle competizioni UEFA
Tabella aggiornata alla fine della stagione 2018-2019.
| Competizione                  | Partecipazioni | G | V | N | P | RF | RS |
| ----------------------------- | -------------- | - | - | - | - | -- | -- |
| Coppa delle Coppe             | 3              | 6 | 0 | 1 | 5 | 1  | 13 |
| Coppa UEFA/UEFA Europa League | 2              | 6 | 3 | 0 | 3 | 4  | 8  |